# 베르니사주

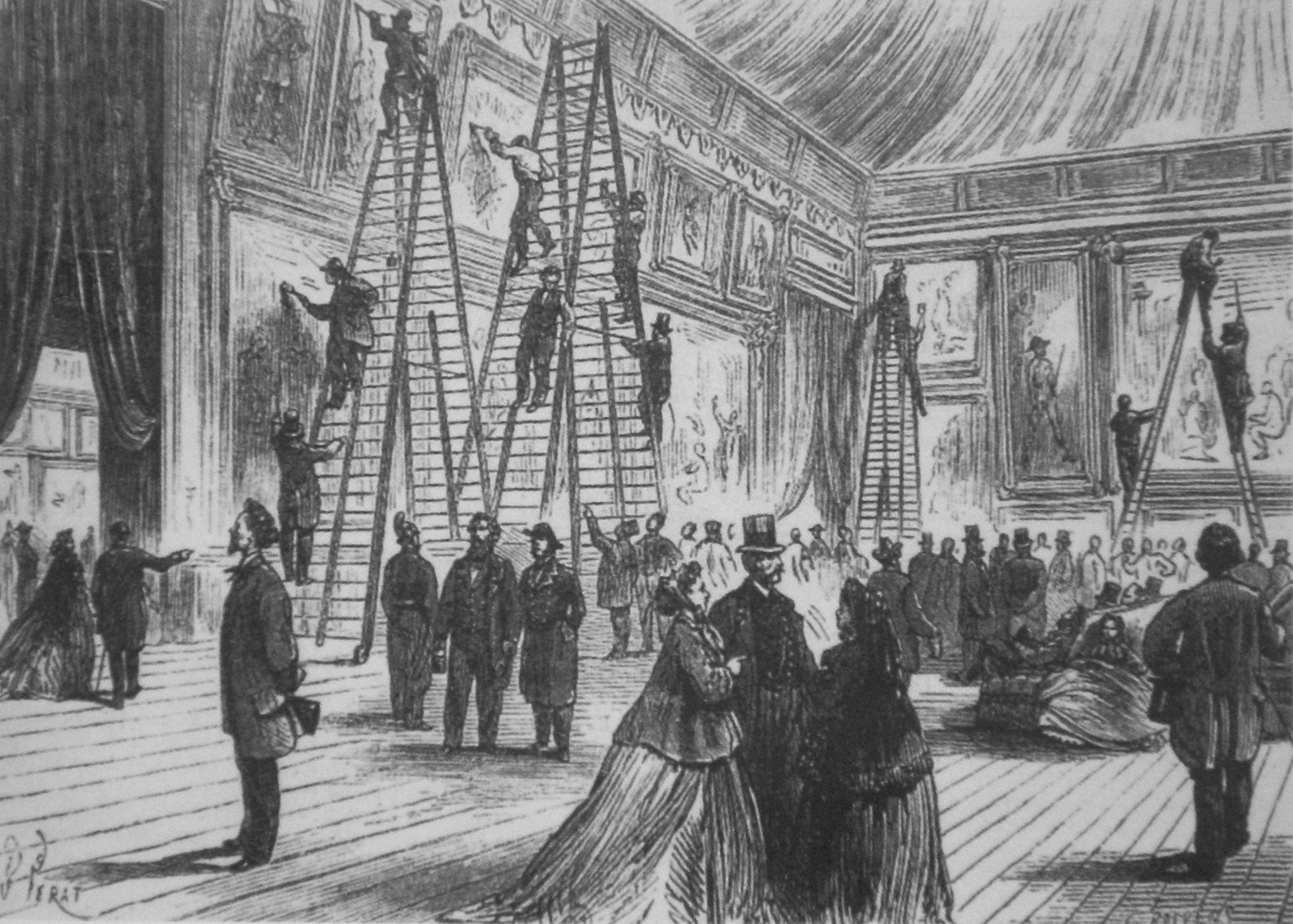
1866년 살롱의 베르니사주

베르니사주(프랑스어: Vernissage, 원래는 "바니시"라는 뜻의 불어에서 유래)는 전시회 등의 정식 개막 전에 비공개로 진행되는 미리 보는 전시회이다. 대중에게 공개되지 않고 초대받은 손님에게만 공개되는 베르니사주는 프라이빗 뷰(private view)라고도 한다.

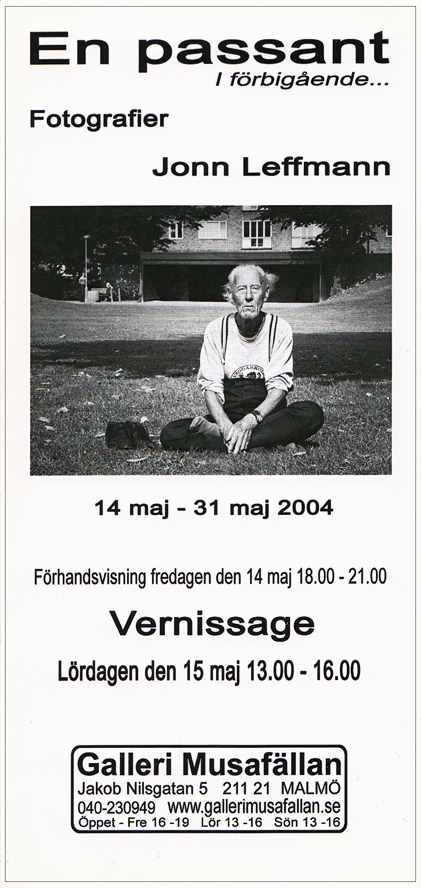
베르니사주 초대장

## 역사
19세기의 공식 전시회, 예를 들어 왕립 아카데미 여름 전시회에서 예술가들은 작품에 바니시를 칠해 마무리 작업을 하곤 했다. 전시회가 정식으로 개막하기 전 날, 바니싱 작업을 하는 날에 후원자와 각계 지도층들이 아카데미를 방문하는 관습이 있었는데, 이를 계기로 친구나 후원자들과 함께 미술 작품이 완성되었음을 축하하는 전통이 생겨났다. 20세기에 들어서는 구매자와 비평가들에게 작품을 홍보할 수 있는 기회가 생기기도 했다.

## 관련 용어
예술 전시의 비슷한 의례적 마무리에는 '피니사주'(finissage)라고 하는 것이 있는데 이는 프랑스어로 '마무리'를 의미한다. 규모가 큰 미술 전시회에서는 레지던시 기간 중간에 '미디사주'(Midissage)라는 이벤트를 개최하기도 한다. 미디사주라는 용어는 영어와 프랑스어에서는 잘 쓰이지 않으며 독일어와 네덜란드어에서 더 흔히 사용된다.